# بخش‌های دپارتمان شمال فرانسه
بخش‌های دپارتمان شمال فرانسه (انگلیسی: Arrondissements of the Nord department) شامل ۶ بخش به شرح زیر است:
1. بخش اون-سور-الپ با ۱۵۱ کمون (فرانسه) و جمعیت ۲۳۲ هزار نفر در سال ۲۰۱۳ می‌باشد.
2. بخش کمبری با ۱۱۶ کمون (فرانسه) و جمعیت ۱۶۲ هزار نفر در سال ۲۰۱۳ می‌باشد.
3. بخش دوئه با ۶۴ کمون (فرانسه) و جمعیت ۴۷۶ هزار نفر در سال ۲۰۱۳ می‌باشد.
4. بخش دانکرک با ۱۱۱ کمون (فرانسه) و جمعیت ۳۷۷ هزار نفر در سال ۲۰۱۳ می‌باشد.
5. بخش لیل با ۱۲۴ کمون (فرانسه) و جمعیت ۱،۲۲۷،۰۵۱ نفر در سال ۲۰۱۳ می‌باشد.
6. بخش ولانسی‌ان با ۸۲ کمون (فرانسه) و جمعیت ۳۴۹ هزار نفر در سال ۲۰۱۳ می‌باشد.